# Historisches Handbuch der jüdischen Gemeinschaften in Westfalen und Lippe
Das Historische Handbuch der jüdischen Gemeinschaften in Westfalen und Lippe ist ein Handbuch in vier Bänden mit einem Umfang von 2.890 Druckseiten. Es besteht aus einem Grundlagenband und drei Regionalbänden, die zwischen 2008 und 2016 im Ardey-Verlag in Münster erschienen sind. Register und Nachträge erscheinen in digitaler Form.
Das Handbuch wurde 2000 von Karl Hengst initiiert. Im Frühjahr 2001 beschloss die Historische Kommission für Westfalen, das Handbuch in ihr Arbeitsprogramm aufzunehmen. Zur Realisierung wurde eine Kooperation mit dem Institut für vergleichende Städtegeschichte vereinbart. Herausgeber der vier Bände sind Susanne Freund, Frank Göttmann, Karl Hengst, Franz-Josef Jakobi, Peter Johanek und Ursula Olschewski, die Redaktion hatten Burkhard Beyer, Anna-Therese Grabkowsky, Franz-Josef Jakobi, Bernd-Wilhelm Linnemeier, Wilfried Reininghaus und Rita Schlautmann-Overmeyer inne.
Die drei Regionalbände orientieren sich an den Grenzen der heutigen Regierungsbezirke Arnsberg, Detmold und Münster. Berücksichtigt wird jede jüdische Gemeinschaft bzw. Gemeinde, die zumindest zeitweise entweder über eine Betstube oder einen Friedhof verfügte. Behandelt werden damit auch Gemeinschaften, die nur wenige Jahrzehnte bestanden und zu keiner Zeit den Status einer Gemeinde erreichten. Die Regionalbände enthalten insgesamt 270 Ortsartikel, denen Beiträge zur Geschichte der Juden in den einzelnen Territorien vor 1803 vorangestellt sind. Der Grundlagenband fasst die Geschichte der Juden in Westfalen und Lippe von den Anfängen bis zur Gegenwart territorienübergreifend zusammen. An den vier Bänden des Handbuchs wirkten 151 Autorinnen und Autoren mit. 142 verfassten die Ortsartikel, 21 die Überblicksartikel, sechs fungierten als Herausgeber und sechs als Redaktion; viele übernahmen mehrere Aufgaben.

## E-Book-Ausgabe (Open Access)
Im Oktober 2021 hat die Historische Kommission eine E-Book-Ausgabe der vier Bände veröffentlicht. Dafür wurden die vier Bände mit einer neuen Titelei versehen, neben den Nutzungsbedingungen finden sich darin auch Links zu allen Bänden und ein neues Vorwort der Herausgeber. Die E-Book Ausgabe steht unter der Creative-Commons-Lizenz BY-SA-NC-ND 3.0 DE und ist damit frei verfügbar. Die Druckfassung ist weiterhin erhältlich.

## Regionalband Münster
- Historisches Handbuch der jüdischen Gemeinschaften in Westfalen und Lippe. Die Ortschaften und Territorien im heutigen Regierungsbezirk Münster. Hg. von Susanne Freund, Franz-Josef Jakobi und Peter Johanek, Redaktion Anna-Therese Grabkowsky, Franz-Josef Jakobi und Rita Schlautmann-Overmeyer (= Veröffentlichungen der Historischen Kommission für Westfalen XLV, Quellen und Forschungen zur jüdischen Geschichte in Westfalen, Band 2). Ardey, Münster 2008. ISBN 978-3-87023-282-5. Open-Access E-Book-Ausgabe verfügbar auf der Seite der Historischen Kommission sowie auf der Seite der ULB Münster.

Überblicksartikel:  Die Juden in der Herrschaft Anholt (S. 21–37, Bernd-Wilhelm Linnemeier), Die Juden in der Herrschaft Gemen (S. 38–53, Diethard Aschoff), Die Juden im Fürstbistum Münster (S. 54–108, Diethard Aschoff), Die Juden im Vest Recklinghausen (S. 109–114, Nathanja Hüttenmeister), Die Juden in der Grafschaft Steinfurt (S. 115–126, Willi Feld), Die Juden in den Grafschaften Tecklenburg und Lingen (S. 127–139, Ludwig Remling und Tobias Schenk).
Ortsartikel:  Ahaus, Ahlen, Ascheberg-Herbern, Beckum, Beelen, Billerbeck, Bocholt, Borken, Borken-Gemen, Bottrop, Castrop-Rauxel, Coesfeld, Datteln, Datteln-Ahsen, Dorsten, Dorsten-Lembeck, Dorsten-Wulfen, Drensteinfurt, Dülmen, Dülmen-Rorup, Ennigerloh-Enniger, Ennigerloh-Ostenfelde, Gelsenkirchen, Gelsenkirchen-Buer, Gelsenkirchen-Horst, Gescher, Gladbeck, Gronau und Gronau-Epe, Haltern am See, Hamminkeln-Dingden, Havixbeck, Heek-Nienborg, Hopsten, Horstmar, Ibbenbüren, Isselburg-Anholt, Isselburg-Werth, Laer, Legden, Lengerich, Lüdinghausen, Metelen, Münster, Münster-Amelsbüren, Münster-Wolbeck, Nottuln, Nottuln-Darup, Ochtrup, Oelde, Oelde-Stromberg, Olfen, Raesfeld, Recklinghausen, Reken (Groß Reken und Klein Reken), Rhede, Rheine, Rosendahl (Darfeld und Osterwick), Schöppingen, Senden-Bösensell, Sendenhorst, Stadtlohn, Steinfurt-Borghorst, Steinfurt-Burgsteinfurt, Südlohn, Tecklenburg, Telgte, Vreden, Wadersloh, Waltrop, Warendorf, Warendorf-Freckenhorst, Westerkappeln.

## Regionalband Detmold
- Historisches Handbuch der jüdischen Gemeinschaften in Westfalen und Lippe. Die Ortschaften und Territorien im heutigen Regierungsbezirk Detmold. Hg. von Karl Hengst in Zusammenarbeit mit Ursula Olschewski, Redaktion Anna-Therese Grabkowsky, Franz-Josef Jakobi und Rita Schlautmann-Overmeyer in Kooperation mit Bernd-Wilhelm Linnemeier (= Veröffentlichungen der Historischen Kommission für Westfalen, Neue Folge 10). Ardey, Münster 2013. ISBN 978-3-87023-283-2. Open-Access E-Book-Ausgabe verfügbar auf der Seite der Historischen Kommission sowie auf der Seite der ULB Münster.

Überblicksartikel:  Die Juden in der Fürstabtei und im Fürstbistum Corvey (S. 15–29, Bernd-Wilhelm Linnemeier); Die Juden in der Herrschaft, der Grafschaft, dem Fürstentum Lippe (S. 30–54, Bernd-Wilhelm Linnemeier und Gudrun Mitschke-Buchholz); Die Juden im Fürstbistum und Fürstentum Minden (S. 55–89, Bernd-Wilhelm Linnemeier); Die Juden im Hochstift Paderborn (S. 90–110, Dina van Faassen); Die Juden in der Grafschaft Ravensberg (S. 111–129, Monika Minninger); Die Juden in der Grafschaft Rietberg, der Herrschaft Rheda und dem Amt Reckenberg (S. 130–165, Bernd-Wilhelm Linnemeier)
Ortsartikel:  Bad Driburg, Bad Driburg-Dringenberg, Bad Driburg-Pömbsen, Bad Lippspringe, Bad Oeynhausen, Bad Salzuflen, Bad Salzuflen-Schötmar, Bad Wünnenberg, Bad Wünnenberg-Haaren, Barntrup, Barntrup-Alverdissen, Beverungen, Beverungen-Amelunxen, Beverungen-Herstelle, Bielefeld, Bielefeld-Schildesche, Blomberg, Blomberg-Cappel, Blomberg-Reelkirchen, Borgentreich, Borgentreich-Borgholz, Borgentreich-Bühne, Borgentreich-Großeneder, Borgentreich-Körbecke, Borgentreich-Natzungen, Borgentreich-Rösebeck, Borgholzhausen, Brakel, Bünde, Büren, Detmold, Dörentrup-Bega, Enger, Extertal-Bösingfeld, Extertal-Silixen, Gütersloh, Halle, Harsewinkel, Herford, Höxter, Höxter-Albaxen, Höxter-Bruchhausen, Höxter-Fürstenau, Höxter-Lüchtringen, Höxter-Ottbergen, Höxter-Ovenhausen, Höxter-Stahle, Horn-Bad Meinberg-Belle, Horn-Bad Meinberg-Horn, Kalletal-Hohenhausen, Kalletal-Langenholzhausen, Kalletal-Lüdenhausen, Kalletal-Talle, Kalletal-Varenholz, Lage, Lage-Heiden, Lemgo, Lemgo-Brake, Lichtenau, Lübbecke, Lügde, Lügde-Elbrinxen, Lügde-Rischenau, Marienmünster-Löwendorf, Marienmünster-Vörden, Minden, Nieheim, Oerlinghausen, Paderborn, Petershagen, Petershagen-Frille, Petershagen-Schlüsselburg, Petershagen-Windheim, Porta Westfalica-Hausberge, Preußisch Oldendorf, Rahden, Rheda-Wiedenbrück-Rheda, Rheda-Wiedenbrück-Wiedenbrück, Rietberg, Rietberg-Neuenkirchen, Salzkotten, Salzkotten-Niederntudorf, Schieder-Schwalenberg-Schwalenberg, Schieder-Schwalenberg-Wöbbel, Schlangen, Steinheim, Stemwede-Levern, Verl, Versmold, Vlotho, Warburg, Warburg-Daseburg, Warburg-Herlinghausen, Warburg-Hohenwepel, Warburg-Ossendorf, Warburg-Rimbeck, Werther, Willebadessen, Willebadessen-Löwen, Willebadessen-Peckelsheim.

## Regionalband Arnsberg
- Historisches Handbuch der jüdischen Gemeinschaften in Westfalen und Lippe. Die Ortschaften und Territorien im heutigen Regierungsbezirk Arnsberg. Hg. von Frank Göttmann, Redaktion Burkhard Beyer, Wilfried Reininghaus und Rita Schlautmann-Overmeyer (= Veröffentlichungen der Historischen Kommission für Westfalen, Neue Folge 12). Ardey, Münster 2016. ISBN 978-3-87023-284-9. Open-Access E-Book-Ausgabe verfügbar auf der Seite der Historischen Kommission sowie auf der Seite der ULB Münster.

Überblicksartikel:  Die Juden in der Grafschaft Limburg (S. 17–26, Arno Herzig), Die Juden in der Grafschaft Mark (1648–1806) (S. 27–43, Wilfried Reininghaus), Die Juden im Herzogtum Westfalen bis um 1700 (S. 44–59, Nathanja Hüttenmeister), Die Juden im Herzogtum Westfalen im 18. Jahrhundert (S. 60–78, Wilfried Reininghaus), Die Juden in den Grafschaften Wittgenstein (S. 79–98, Johannes Burkardt und Wilfried Reininghaus), Die Juden im Fürstentum Siegen (S. 99–104, Ulrich Friedrich Opfermann und Klaus Dietermann).
Ortsartikel:  Altena, Anröchte, Arnsberg, Arnsberg-Hüsten, Arnsberg-Neheim, Attendorn, Bad Berleburg, Bad Berleburg-Elsoff, Bad Berleburg-Schwarzenau, Bad Laasphe,  Bad Sassendorf-Ostinghausen, Balve, Bochum, Bochum-Wattenscheid, Brilon, Brilon-Alme, Brilon-Madfeld, Dortmund, Dortmund-Aplerbeck, Dortmund-Dorstfeld, Dortmund-Hörde, Dortmund-Mengede, Dortmund-Wickede, Erwitte, Erwitte-Bad Westernkotten, Erwitte-Horn, Eslohe, Eslohe-Wenholthausen, Finnentrop-Lenhausen, Fröndenberg, Geseke, Gevelsberg, Hagen, Hagen-Hohenlimburg, Hallenberg, Hamm, Hattingen, Hattingen-Blankenstein, Hemer, Herdecke, Herne, Herne-Wanne-Eickel, Hilchenbach, Iserlohn, Iserlohn-Hennen, Iserlohn-Oestrich, Kamen, Kreuztal-Burgholdinghausen, Kreuztal-Littfeld, Lennestadt-Langenei, Lennestadt-Oedingen, Lippetal-Herzfeld, Lippetal-Hovestadt, Lippetal-Oestinghausen, Lippstadt, Lippstadt-Eickelborn, Lippstadt-Lipperode, Lüdenscheid, Lünen, Lünen-Brambauer, Marsberg-Beringhausen, Marsberg-Essentho, Marsberg-Giershagen, Marsberg-Heddinghausen, Marsberg-Niedermarsberg, Marsberg-Obermarsberg, Marsberg-Padberg, Marsberg-Udorf, Medebach, Meinerzhagen, Menden, Meschede, Möhnesee-Körbecke, Neuenrade, Olpe, Olpe-Neuenkleusheim, Olpe-Rhode, Olsberg-Bigge, Plettenberg, Rüthen, Rüthen-Oestereiden, Schmallenberg, Schmallenberg-Bödefeld, Schwelm, Schwerte, Schwerte-Ergste, Selm-Bork, Siegen, Soest, Sundern-Stockum, Unna, Warstein, Warstein-Belecke, Welver-Scheidingen, Werl, Werl-Büderich, Werne, Winterberg, Witten, Witten-Annen, Witten-Herbede.

## Grundlagenband
- Historisches Handbuch der jüdischen Gemeinschaften in Westfalen und Lippe. Grundlagen – Erträge – Perspektiven. Hg. von Susanne Freund, Redaktion Anna-Therese Grabkowsky, Franz-Josef Jakobi und Rita Schlautmann-Overmeyer (= Veröffentlichungen der Historischen Kommission für Westfalen, Neue Folge 11). Ardey, Münster 2013. ISBN 978-3-87023-285-6. Open-Access E-Book-Ausgabe verfügbar auf der Seite der Historischen Kommission sowie auf der Seite der ULB Münster.

Beiträge des Bandes: Einführung (S. 11–20, Susanne Freund); Die Frühzeit jüdischer Präsenz in Westfalen (S. 21–58, Peter Johanek); Die Juden im wirtschaftlichen Gefüge Westfalens bis zum Ende des Alten Reiches – ein Überblick (S. 59–111, Bernd-Wilhelm Linnemeier); Juden in den geistlichen und kleineren weltlichen Territorien Westfalens (S. 113–141, Wilfried Reininghaus); Juden in den brandenburgisch-preußischen Territorien Westfalens (S. 143–165, Tobias Schenk); Westfälische Juden zwischen Tradition und Moderne (S. 167–203, Arno Herzig); Akkulturation und Antisemitismus im 19. und frühen 20. Jahrhundert (S. 205–230, Wolfgang Wippermann); Gleichberechtigung und Diskriminierung in der Zeit der Weimarer Republik (S. 231–250, Franz-Josef Jakobi); Von der Ausgrenzung zur Ermordung der Juden in Westfalen und Lippe (S. 251–294, Gisela Möllenhoff und Rita Schlautmann-Overmeyer); Jüdisches Leben nach 1945 (S. 295–321, Jürgen Zieher); Quellen zur jüdischen Geschichte in Westfalen und Lippe (S. 323–353, Wilfried Reininghaus).

## Register
- Historisches Handbuch der jüdischen Gemeinschaften in Westfalen und Lippe. Register der Orte und Territorien. Bearb. von Florian Steinfals (= Materialien der Historischen Kommission für Westfalen, Band 12), Münster 2016. Online
- Historisches Handbuch der jüdischen Gemeinschaften in Westfalen und Lippe. Register der jüdischen und christlichen Namen. Bearb. von Burkhard Beyer und Florian Steinfals (= Materialien der Historischen Kommission für Westfalen, Band 14), Münster 2018. Online

## Ergänzende Materialien
- Eleonora Duplica (Hrsg.): Die Annahme fester Familiennamen der Juden in Westfalen. Die 1846/47 publizierten Verzeichnisse der preußischen Amtsblätter. (= Materialien der Historischen Kommission für Westfalen; Band 5) Zweite, erweiterte Fassung Münster 2017. (Online).
- Ursula Olschewski (Hrsg.): Verzeichnis der von den Juden des Königreichs Westphalen angenommenen Familiennamen. Distrikte Bielefeld, Höxter und Paderborn des Departements Fulda. (= Materialien der Historischen Kommission für Westfalen; Band 18). Münster 2021. (Online).
- Wilfried Reininghaus (Hrsg.): Jüdinnen und Juden in den Schatzungs- und Geleitlisten des Herzogtums Westfalen 1663–1801. Eine Dokumentation. (= Materialien der Historischen Kommission für Westfalen; Band 19) Münster 2021 (Online)
- Burkhard Beyer und Anna Strunk: Historisches Handbuch der jüdischen Gemeinschaften in Westfalen und Lippe. Nachträge, neue Forschungen und regionale Erinnerungskultur (= Materialien der Historischen Kommission für Westfalen, Band 20) Münster 2021. (Online)

## Andere Handbücher
- Ein vergleichbares Handbuch ist bislang nur für Niedersachsen und Bremen erschienen, siehe Historisches Handbuch der jüdischen Gemeinden in Niedersachsen und Bremen. Es umfasst zwei Bände und erschien 2005.
- Klaus-Dieter Alicke: Lexikon der jüdischen Gemeinden im deutschen Sprachraum. 3 Bände, 2364 Seiten. Gütersloher Verlagshaus, Gütersloh 2008, ISBN 978-3-579-08035-2; Online-Ausgabe auf: jüdische-gemeinden.de/...
  - 1. Aach – Groß-Bieberau. VIII S., 1584 Spalten, ISBN 978-3-579-08077-2.
  - 2. Großbock – Ochtendung. Spalten 1585–3164, ISBN 978-3-579-08078-9.
  - 3. Ochtrup – Zwittau. Spalten 3165–4680, ISBN 978-3-579-08079-6.

## Rezensionen
- Barbara Henze in: Jahrbuch für mitteldeutsche Kirchen- und Ordensgeschichte 11 (2015), S. 444–449.
- Gertrud Althoff in: Heimatpflege in Westfalen 28, H. 4–5 (2015), S. 27.
- Werner Meiners in: Niedersächsisches Jahrbuch für Landesgeschichte 86 (2014), S. 425–427.
- Andreas Rutz in: Archiv für Reformationsgeschichte, Beiheft 43 (2014), S. 132f.

## Presseberichte
- Westfälische Nachrichten 9. November 2013 (Johannes Loy).
- Münstersche Zeitung 9. November 2013 (Sabine Müller).
- Landwirtschaftliches Wochenblatt 47 (2013).
- Westfälische Heimatblätter, in: Westfälischer Anzeiger – Hammer Zeitung 23. April 2014.
- Handbuch zur jüdischen Geschichte in Westfalen und Lippe erschienen
- Bericht von Rainer Kühn